# Ingo Appé
Ingo Appé (* 8. Februar 1957 in Klagenfurt) ist ein österreichischer Politiker der Sozialdemokratischen Partei Österreichs (SPÖ). Seit 2002 ist er Bürgermeister von Ferlach, von April 2018 bis zum 12. April 2023 war er vom Kärntner Landtag entsandtes Mitglied des Bundesrates, wo er von 1. Jänner bis 30. Juni 2019 als Präsident des Bundesrates fungierte.

## Leben
Ingo Appé besuchte nach der Volksschule in Ferlach das Realgymnasium und die Handelsakademie in Klagenfurt, wo er 1978 maturierte. Nach dem Präsenzdienst war er als EDV-Operator tätig und ab 1980 Sachbearbeiter im Gesundheitswesen in dem Bundesministerium für Arbeit, Gesundheit und Soziales nachgeordneten Dienststellen. 2014 wurde er zum Regierungsrat ernannt.
Seit 1982 ist er Mitglied der Landessektion VII der Gewerkschaft Öffentlicher Dienst (GÖD) Kärnten. Seit 2000 fungiert er als Präsident des ATUS Ferlach sowie als Stadtparteivorsitzender der SPÖ Ferlach, wo er seit dem 8. November 2002 Bürgermeister ist. 2016 wurde er Bezirksparteivorsitzender der SPÖ Klagenfurt-Land  und Mitglied des Landesparteivorstandes der SPÖ Kärnten. Nach der Landtagswahl in Kärnten 2018 wurde er ab dem 12. April 2018 in der 32. Gesetzgebungsperiode vom Kärntner Landtag entsandtes Mitglied des Bundesrates, wo er dem Ausschuss für Unterricht, Kunst und Kultur, dem Gleichbehandlungsausschuss, dem Kinderrechteausschuss, dem Finanzausschuss und dem Gesundheitsausschuss angehörte.
Im ersten Halbjahr 2019 fungierte er als Präsident des Bundesrates. 2022 folgte ihm Ervin Hukarevic als Bezirksparteivorsitzender der SPÖ Klagenfurt-Land nach. Nach der Landtagswahl in Kärnten 2023 schied er mit 12. April 2023 aus dem Bundesrat aus.